# Wilton (condado de Franklin)
Wilton es un lugar designado por el censo ubicado en el condado de Franklin en el estado estadounidense de Maine. En el Censo de 2010 tenía una población de 2.198 habitantes y una densidad poblacional de 170,07 personas por km².

## Geografía
Wilton se encuentra ubicado en las coordenadas 44°35′34″N 70°14′11″O / 44.59278, -70.23639. Según la Oficina del Censo de los Estados Unidos, Wilton tiene una superficie total de 12.92 km², de la cual 10.6 km² corresponden a tierra firme y (18%) 2.33 km² es agua.

## Demografía
Según el censo de 2010, había 2.198 personas residiendo en Wilton. La densidad de población era de 170,07 hab./km². De los 2.198 habitantes, Wilton estaba compuesto por el 95.59% blancos, el 0.77% eran afroamericanos, el 0.64% eran amerindios, el 0.86% eran asiáticos, el 0.05% eran isleños del Pacífico, el 0.23% eran de otras razas y el 1.87% pertenecían a dos o más razas. Del total de la población el 1.18% eran hispanos o latinos de cualquier raza.